# Бергер, Борис Нафтулович
Бергер, Борис Нафтулович (24 сентября 1965, Львов, УССР — 17 октября 2017 года, Эссен, Германия) — современный художник, литератор, издатель, режиссёр. Член Союза художников Германии.

## Биография
Борис Бергер родился 24 сентября 1965 года во Львове, где работал долгое время. После распада Советского Союза переехал в Москву, затем — в город Эссен (Германия). Является автором многих проектов на грани различных видов и жанров искусства, в частности — серии инсталляций «Космозиккеры» (фигурки странных существ, которых художник называл «космическими ангелами»). Снимал документальное кино, делал перформансы и скульптуры, графику, шелкографии, плакаты. Автор иллюстраций к роману Леся Подервянского «Таинственный амбал». Сооснователь, совместно с психологом и писателем Сергеем Шумейкиным, проекта «Emergency Exit/Запасный выход» (независимое литературное издательство; музыкальный лейбл; креативное бюро, креатив prêt-à-porter, рекламное агентство полного цикла). Первым выдвинул идею издания текстов самых интересных блогеров Живого Журнала. Одним из последних крупных проектов Бергера стал музей-ресторан «Сало» во Львове.
Один из наиболее популярных проектов художника — цикл иронико-абсурдистских коллажей «Котя», в рамках которого с помощью фотошопа в полотна классической живописи, агитационные плакаты, исторические фотографии добавлялись изображение кота. В интервью журналу «Афиша» в 2007 году Бергер объяснял, что придумал проект «после посещения какой-то большой биеннале в ЦДХ», где «увидел, насколько сейчас гламур и китч побеждают культуру». По его словам, белый котёнок на его собственных коллажах проявляет весь надуманный пафос произведения, «потому что сразу видно, что он живой, а все остальное высосано из пальца, либо он выявляет всю серьёзность происходящего».
Умер после тяжёлой болезни 17 октября 2017 года в Эссене (Германия).